# منتخب عمان لهوكي الجليد
منتخب عمان الوطني لهوكي الجليد هو منتخب وطني يمثل سلطنة عمان في منافسات هوكي الجليد الدولية، بدأ منافساته في سنة 2010، نافس 4 مرات في بطولة الخليج لهوكي الجليد وفاز 4 مرات وفاز بالمركز الثالث في بطولة 2012، نافس أيضاً في كأس التحدي الآسيوي لهوكي الجليد 3 مرات.